# Северный Ледовитый океан
Се́верный Ледови́тый океа́н — наименьший по площади и глубине океан Земли, расположенный полностью в её северном полушарии, между Евразией и Северной Америкой.
Площадь океана составляет 14,75 млн км², объём воды — 18,07 млн км³. Средняя глубина — 1225 м, наибольшая глубина — 5527 м в Гренландском море. Большую часть рельефа дна Северного Ледовитого океана занимают шельф (более 45 % дна океана) и подводные окраины материков (до 70 % площади дна). Океан принято делить на три обширные акватории: Арктический бассейн, Северо-Европейский бассейн и Канадский бассейн. Благодаря полярному географическому положению ледяной покров в центральной части океана сохраняется в течение всего года, хотя и находится в подвижном состоянии.
К Северному Ледовитому океану примыкают территории Дании (Гренландия), Исландии, Канады, Норвегии, России и Соединённых Штатов Америки. Правовой статус океана на международном уровне прямо не регламентирован. Фрагментарно он определяется национальными законодательствами арктических стран и международно-правовыми соглашениями. В течение большей части года Северный Ледовитый океан используется для морских перевозок, которые осуществляются Россией по Северному морскому пути, США и Канадой по Северо-Западному проходу.

## Этимология
Океан был выделен как самостоятельный географом Варениусом в 1650 году под названием Гиперборейский океан — «Океан на самом крайнем севере» (др.-греч. Βορέας — мифический бог северного ветра или по-другому Север, др.-греч. ὑπερ- — приставка, указывающая на превышение чего-либо). В иностранных источниках того времени также применялись названия: Oceanus Septentrionalis — «Северный океан» (лат. Septentrio — север), Oceanus Scythicus — «Скифский океан» (лат. Scythae — скифы), Oceanes Tartaricus — («Тартарский океан»), Μare Glaciale — «Ледовитое море» (лат. Glacies — лёд). В Слове о погибели Русской земли Северный Ледовитый океан назван «Дышючимъ моремъ». В послании новгородского архиепископа Василия епископу тверскому Феодору Ледовитый океан также назван Дышащим морем: «Много детей моих, новогородцев видоки тому на Дышучем мори: червь неусыпающий и скрежет зубный, и река молненная Морг, и что вода входить в преисподняя и пакы исходить 3-жды днём».
На русских картах XVII—XVIII веков употребляются названия: Море океан, Море океан Ледовитый, Ледовитое море, Северный океан, Северное или Ледовитое море, Ледовитый океан, Северное Полярное море; в трудах М. В. Ломоносова упоминается как Сибирский океан, а русский мореплаватель адмирал Ф. П. Литке в 20-х годах XIX века называл его Северный Ледовитый Океан. В западно- и центральноевропейских языках и странах широко применяется название англ. Arctic Ocean — «Арктический океан», которое в 1845 году дало океану Лондонское географическое общество.
Постановлением ЦИК СССР от 27 июня 1935 года принято название Северный Ледовитый океан, как соответствующее форме, уже употреблявшейся в России с начала XIX века, и близкое к более ранним русским названиям, а также полностью соответствующее географическим характеристикам. В дальнейшем это название было переведено на множество языков СССР.

## Физико-географическая характеристика

### Общие сведения
Северный Ледовитый океан расположен между Евразией и Северной Америкой. Граница с Атлантическим океаном проходит по восточному входу Гудзонова пролива, далее через пролив Дейвиса и по побережью острова Гренландия до мыса Брустер, через Датский пролив до мыса Рейдинупюр на острове Исландия, по его побережью до мыса Герпир, затем к Фарерским островам, далее к Шетландским островам и по 61° северной широты до побережья Скандинавского полуострова. В терминологии международной гидрографической организации граница Северного Ледовитого океана проходит от Гренландии через Исландию, затем к Шпицбергену, далее через Медвежий остров и до побережья Норвегии, что включает Гренландское и Норвежское моря в состав Атлантического океана. Границей с Тихим океаном является линия в Беринговом проливе от мыса Дежнёва до мыса Принца Уэльского. В терминологии международной гидрографической организации граница проходит по Северному полярному кругу между Аляской и Сибирью, который, в этой же терминологии, разделяет Чукотское и Берингово моря. Вместе с тем, некоторые океанографы относят Берингово море к Северному Ледовитому океану.
Северный Ледовитый океан наименьший из океанов. В зависимости от способа определения границ океана его площадь составляет от 14,056 до 15,558 миллиона км², то есть около 4 % от всей площади Мирового океана. Объём воды составляет 18,07 миллиона км³, или 1,3 % мирового океана. Некоторые океанографы рассматривают его как внутреннее море Атлантического океана. Северный Ледовитый океан является самым мелководным из всех океанов, его средняя глубина составляет 1225 м (наибольшая глубина 5527 м в Гренландском море). Длина береговой линии составляет 45 389 км.

### Моря
Площадь морей, заливов и проливов Северного Ледовитого океана составляет 10,28 миллиона км² (70 % от общей площади океана), объём 6,63 миллиона км³ (37 %).
Окраинные моря (с запада на восток): Баренцево море, Карское море, море Лаптевых, Восточно-Сибирское море, Чукотское море, море Бофорта, море Линкольна, Гренландское море, Норвежское море. Внутренние моря: Белое море, море Баффина. Самым крупным и одновременно самым южным заливом является Гудзонов залив.

### Острова
По количеству островов Северный Ледовитый океан занимает второе место после Тихого океана, потому что в нём находятся: самый большой на Земле остров Гренландия (2175,6 тысячи км²), второй по размеру архипелаг: Канадский Арктический архипелаг (1372,6 тысячи км², в том числе крупнейшие острова: Баффинова Земля, Элсмир, Виктория, Банкс, Девон, Мелвилл, Аксель-Хейберг, Саутгемптон, Принца Уэльского, Сомерсет, Принс-Патрик, Батерст, Кинг-Вильям, Байлот, Эллеф-Рингнес), крупнейшие острова и архипелаги: Новая Земля (Северный и Южный острова), Шпицберген (острова: Западный Шпицберген, Северо-Восточная Земля), Новосибирские острова (Котельный остров), Северная Земля (острова: Октябрьской Революции, Большевик, Комсомолец), Земля Франца-Иосифа, остров Врангеля, остров Колгуев, Земля Милна, остров Вайгач.
|                                            |                                               |                     |                                                           |
| Ледник около Клайд-Ривера. Баффинова Земля | Полярная ночь в посёлке Рогачёво. Новая Земля | Лонгйир. Шпицберген | Побережье острова Нортбрук. Архипелаг Земля Франца-Иосифа |

### Берега
Рельеф суши по североамериканским берегам океана преимущественно холмистый с невысоко поднятыми денудационными равнинами и низкогорьями. Для северо-западного прогиба типичны аккумулятивные равнины с мерзлотными формами рельефа. Крупные острова севера канадского архипелага, а также северная часть Баффиновой Земли имеют горный ледниковый рельеф с ледниковыми щитами и торчащими над их поверхностью скалистыми пиками и гребнями, которые образуют Арктическую Кордильеру. Максимальная высота на Земле Элсмир доходит до 2616 м (Барбо-Пик). Около 80 % площади Гренландии занято обширным ледниковым покровом мощностью до 3000 м, поднимающимся до отметки 3231 м. Прибрежная полоса суши (в пределах от 5 до 120 км шириной) почти на всём протяжении побережья свободна ото льда и характеризуется горным рельефом с троговыми долинами, ледниковыми цирками и карлингами. Во многих местах эта полоса суши прорезается долинами выводных ледников, по которым происходит ледниковый сброс в океан, где образуются айсберги. Главные черты рельефа поверхности острова Исландия определяются вулканическими формами — здесь более 30 действующих вулканов. Наиболее высокие районы базальтовых плато заняты ледниками покровного типа. С юго-запада на северо-восток через всю Исландию проходит рифтовая зона (часть Срединно-Атлантического хребта, к которой приурочено большинство вулканов и эпицентров землетрясений).
Берега на западе Евразии преимущественно высокие, расчленены фьордами, вершинные поверхности которых нередко покрыты льдами. В прибрежной полосе широко распространены бараньи лбы, друмлины, камы, краевые образования. Северная часть Скандинавского полуострова представлена низкогорьем Финмарк, основные элементы здесь тоже созданы ледником. Такой же рельеф берега свойственен и Кольскому полуострову. Карельский берег Белого моря глубоко расчленён ледниковыми долинами. Противоположный берег в рельефе представлен поверхностными равнинами, спускающимися с юга к Белому морю. Здесь на берег выходят низкогорный Тиманский кряж и Печорская низменность. Далее к востоку располагается горный пояс Урала и Новой Земли. Южный остров Новой Земли свободен от ледникового покрова, но несёт следы недавнего оледенения. На севере Южного острова и Северном острове — мощные ледники (кроме узкой прибрежной полосы). На островах преобладает горно-ледниковый рельеф, значительная площадь которого покрыта ледниками, спускающимися к морю и порождающими айсберги. 85 % Земли Франца-Иосифа покрыты ледниками, под которыми базальтовое плато. Южное побережье Карского моря образует Западно-Сибирская равнина, которая представляет собой молодую платформу, сверху сложенную четвертичными отложениями. Полуостров Таймыр в своей северной части занят нагорьем Бырранга, состоящим из хребтов и платообразных массивов. Повсеместно распространены мерзлотные формы рельефа. Около половины площади Северной Земли покрыто ледяными щитами и куполами. Низовья долин подтоплены морем и образуют фьорды. Побережья Восточно-Сибирского и Чукотского морей расположены в пределах Верхоянско-Чукотской складчатой страны. Река Лена образует обширную и сложную по строению и происхождению дельту. К востоку от неё до устья реки Колымы простирается Приморская равнина, сложенная четвертичными отложениями с вечной мерзлотой, прорезанная долинами многочисленных рек.

### Геологическое строение и рельеф дна

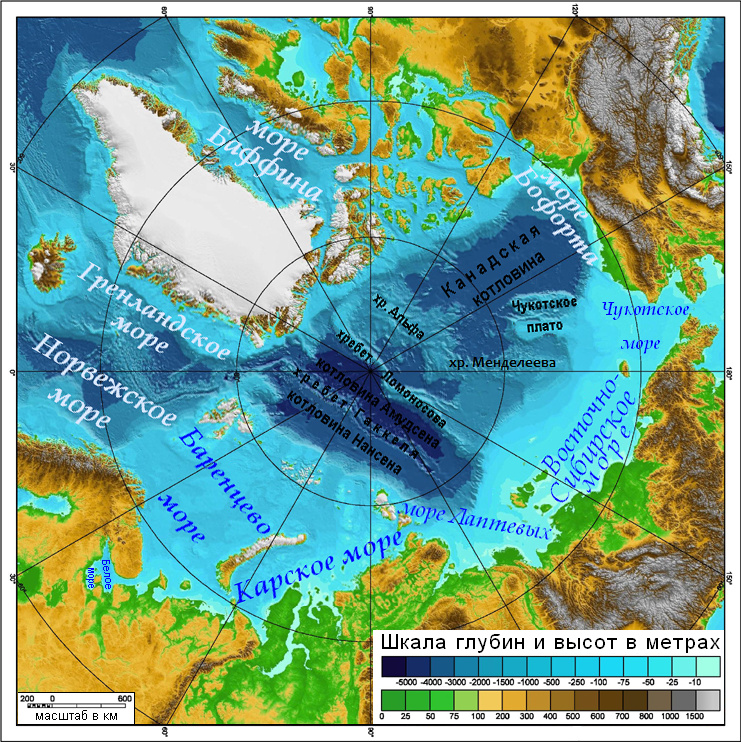
Рельеф Северного Ледовитого океана

Большую часть рельефа дна Северного Ледовитого океана занимает шельф (более 45 % дна океана) и подводные окраины материков (до 70 % площади дна). Именно этим объясняется малая средняя глубина океана — около 40 % его площади имеет глубины меньше 200 м. Северный Ледовитый океан окаймляют и частично продолжаются под его водами материковые тектонические структуры: Северо-Американская древняя платформа; Исландско-Фарерский выступ каледонской Евразийской платформы; Восточно-Европейская древняя платформа с Балтийским щитом и лежащая почти полностью под водой Баренцевоморская древняя платформа; Уральско-Новоземельское горное сооружение; Западно-Сибирская молодая платформа и Хатангский прогиб; Сибирская древняя платформа; Верхояно-Чукотская складчатая страна. В российской науке океан принято делить на 3 обширные акватории: Арктический бассейн, включающий глубоководную центральную часть океана; Северо-Европейский бассейн, включающий материковый склон Баренцева моря до 80-й параллели на отрезке между Шпицбергеном и Гренландией; Канадский бассейн, включающий акваторию проливов Канадского архипелага, Гудзонов залив и море Баффина.

#### Северо-Европейский бассейн
Основу рельефа дна Северо-Европейского бассейна составляет система срединно-океанических хребтов, являющихся продолжением Срединно-Атлантического хребта. На продолжении хребта Рейкьянес находится рифтовая зона Исландии. Эта рифтовая зона характеризуется активным вулканизмом и интенсивной гидротермальной деятельностью. На севере в океане она продолжается рифтовым хребтом Кольбейнсей с хорошо выраженной рифтовой долиной и секущими хребет поперечными разломами. По 72° северной широты хребет пересекает крупная зона разломов Ян-Майен. Севернее пересечения хребта этим разломом горное сооружение испытало смещение на несколько сотен километров к востоку. Смещённый сегмент срединно-океанического хребта имеет субширотное простирание и именуется хребтом Мона. Хребет сохраняет северо-восточное простирание до пересечения с 74° северной широты, после чего простирание меняется на меридиональное, где оно называется хребтом Книповича. Западная часть хребта представляет собой высокий монолитный гребень, восточная часть относительно снижена и сливается с материковым подножием, под отложениями которого эта часть хребта в значительной степени погребена.
От острова Ян-Майен на юге до Фареро-Исландского порога протягивается Ян-Майенский хребет, являющийся древним срединно-океаническим хребтом. Дно котловины, образованной между ним и хребтом Кольбейнсей, сложено излившимися базальтами, за счёт чего поверхность дна выровнена и приподнята над прилегающим с востока ложем океана, и образует подводное Исландское плато. Элементом подводной окраины Европейского субконтинента у побережья Скандинавского полуострова является выступающее далеко к западу плато Воринг. Она разделяет Норвежское море на две котловины — Норвежскую и Лофотенскую с максимальными глубинами до 3970 метров. Дно Норвежской котловины имеет холмистый и низкогорный рельеф. Котловину разделяет на две части Норвежский хребет — цепочка невысоких гор, протянувшихся от Фарерских островов до плато Воринг. К западу от срединно-океанических хребтов расположена Гренландская котловина, в которой преобладают плоские абиссальные равнины. Максимальная глубина Гренландского моря, одновременно являющаяся максимальной глубиной Северного Ледовитого океана, составляет 5527 м.
На подводной материковой окраине распространена земная кора континентального типа с очень близким к поверхности залеганием кристаллического фундамента в пределах шельфа. Для рельефа дна Гренландского и Норвежского шельфа характерны экзарационные формы ледникового рельефа.

#### Канадский бассейн
Большую часть Канадского бассейна составляют проливы Канадского Арктического архипелага, которые также носят название Северо-Западного прохода. Дно большинства проливов переуглублено, максимальные глубины превышают 500 м. Рельеф дна характеризуется повсеместным распространением реликтового ледникового рельефа и большой сложностью очертаний островов и проливов Канадского архипелага. Это свидетельствует о тектонической предопределённости рельефа, а также о недавнем оледенении этой части дна океана. На многих островах архипелага и сейчас обширные площади заняты ледниками. Ширина шельфа составляет 50—90 км, по другим источникам — до 200 км.
Ледниковые формы рельефа характерны для дна Гудзонова залива, который, в отличие от проливов, в целом мелководен. Море Баффина имеет большую глубину до 2141 м. Оно занимает крупную и глубокую котловину с чётко выраженным материковым склоном и широким шельфом, большая часть которого лежит глубже 500 м. Для шельфа характерны затопленные формы рельефа ледникового происхождения. Дно покрыто терригенными отложениями с большим участием айсбергового материала.

#### Арктический бассейн
Основная часть Северного Ледовитого океана — это Арктический бассейн. Более половины бассейна занимает шельф, ширина которого составляет 450—1700 км, в среднем 800 км. По названиям окраинных арктических морей он делится на Баренцевоморский, Карский, Лаптевский и Восточно-Сибирско-Чукотский (значительная часть примыкает к берегам Северной Америки).
Баренцевоморский шельф в структурно-геологическом отношении представляет собой докембрийскую платформу с мощным чехлом из осадочных пород палеозоя и мезозоя, его глубина — 100—350 м. На окраинах Баренцева моря дно сложено древними складчатыми комплексами различного возраста (у Кольского полуострова и к северо-западу от Шпицбергена — архейско-протерозойского, у берегов Новой Земли — герцинского и каледонского). Наиболее значимые впадины и прогибы моря: Медвежинский жёлоб на западе, жёлоба Франц-Виктория и Святой Анны на севере, жёлоб Самойлова в центральной части Баренцева моря, крупные возвышенности — Медвежинское плато, Нордкинская и Демидовская банки, Центральное плато, возвышенность Персея, возвышенность Адмиралтейства. Дно Белого моря в северной и западной частях сложено Балтийским щитом, в восточной — Русской платформой. Для дна Баренцева моря характерна густая расчленённость затопленными морем ледниковыми и речными долинами. Южная часть шельфа Карского моря в основном является продолжением Западно-Сибирской герцинской платформы. В северной части шельф пересекает погружённое звено Уральско-Новоземельского мегантиклинория, структуры которого продолжаются на северном Таймыре и архипелаге Северная Земля. Севернее находятся Новоземельский трог, жёлоб Воронина и Центральнокарская возвышенность. Дно Карского моря пересекают чётко выраженные продолжения долин Оби и Енисея. Вблизи Новой Земли, Северной Земли, Таймыра на дне распространены экзарационные и аккумулятивные реликтовые ледниковые формы рельефа. Глубина шельфа составляет в среднем 100 м. Преобладающий тип рельефа на шельфе моря Лаптевых, глубина которого составляет 10—40 м, — морская аккумулятивная равнина, вдоль побережий, а на отдельных банках — абразивно-аккумулятивные равнины. Этот же выровненный рельеф продолжается на дне Восточно-Сибирского моря, местами на дне моря (около Новосибирских островов и к северо-западу от Медвежьих островов) чётко выражен грядовый рельеф. На дне Чукотского моря преобладают затопленные денудационные равнины. Южная часть моря представляет собой глубокую структурную впадину, заполненную рыхлыми отложениями и мезокайнозойскими эффузивами. Глубина шельфа в Чукотском море составляет 20—60 м.
Материковый склон Арктического бассейна расчленён крупными широкими подводными каньонами. Конусы выноса мутьевых потоков формируют аккумулятивный шельф — материковое подножие. Крупный конус выноса образует подводный каньон Маккензи в южной части Канадской котловины. Абиссальная часть Арктического бассейна занята срединно-океаническим хребтом Гаккеля и ложем океана. Хребет Гаккеля (с глубинами 2500 м ниже уровня моря) начинается от долины Лены, далее протягивается параллельно Евразийской подводной окраине и примыкает к материковому склону в море Лаптевых. Вдоль рифтовой зоны хребта располагаются многочисленные эпицентры землетрясений. От подводной окраины северной Гренландии до материкового склона моря Лаптевых протянулся хребет Ломоносова — это монолитное горное сооружение в виде сплошного вала с глубинами 850—1600 м ниже уровня моря. Под хребтом Ломоносова залегает земная кора континентального типа. От подводной окраины Восточно-Сибирского моря севернее острова Врангеля к острову Элсмир в Канадском архипелаге протянулся хребет Менделеева (1200—1600 м ниже уровня моря). Он имеет глыбовую структуру и сложен породами, типичными для океанической коры. В Арктическом бассейне также располагаются два окраинных плато — Ермак к северу от Шпицбергена и Чукотское к северу от Чукотского моря. Оба они образованы земной корой материкового типа.
Между подводной частью Евразии и хребтом Гаккеля лежит котловина Нансена с максимальной глубиной 3975 м. Дно её занято плоскими абиссальными равнинами. Между хребтами Гаккеля и Ломоносова расположена котловина Амундсена. Дно котловины представляет собой обширную плоскую абиссальную равнину с максимальной глубиной 4485 м. Северный полюс расположен в этой котловине. Между хребтами Ломоносова и Менделеева расположена котловина Макарова с максимальными глубинами более 4510 м. Южную, относительно мелководную (с максимальной глубиной 2793 м) часть котловины выделяют отдельно как котловину Подводников. Дно котловины Макарова образуют плоские и волнистые абиссальные равнины, дно котловины Подводников — наклонная аккумулятивная равнина. Канадская котловина, расположенная к югу от хребта Менделеева и к востоку от Чукотского плато, — самая большая по площади котловина с максимальной глубиной 3909 м. Дно её — главным образом, плоская абиссальная равнина. Под всеми котловинами земная кора не имеет гранитного слоя. Мощность коры здесь до 10 км за счёт значительного увеличения мощности осадочного слоя.
Донные отложения Арктического бассейна исключительно терригенного происхождения. Преобладают осадки тонкого механического состава. На юге Баренцева моря и в прибрежной полосе Белого и Карского морей широко представлены песчаные отложения. Широко распространены железно-марганцевые конкреции, но преимущественно на шельфе Баренцева и Карского морей. Мощность донных отложений в Северном Ледовитом океане достигает 2—3 км в американской части и 6 км в евразийской части, что объясняется широким распространением плоских абиссальных равнин. Большая мощность донных отложений определяется высоким количеством поступающего в океан осадочного материала, ежегодно около 2 миллиардов тонн или около 8 % от общего количества, поступающего в Мировой океан.

### История формирования океана
В Меловой период (145—66 миллионов лет назад) имели место разделение Северной Америки и Европы с одной стороны и схождение Евразии с Северной Америкой с другой. В конце мелового периода началось откалывание по рифтовым зонам Гренландии от Канады и Скандинавского полуострова. В это же время произошло образование Чукотско-Аляскинской складчато-горной области, в результате чего произошло отделение нынешней Канадской котловины от Тихоокеанской впадины.
Во время позднего палеоцена происходило отделение нынешнего хребта Ломоносова от Евразии вдоль хребта Гаккеля.
В кайнозойскую эру до позднего олигоцена продолжалось отделение Евразии и Северной Америки в районе Северной Атлантики и их сближение в районе Аляски и Чукотки. К этому времени Гренландия присоединилась к Северо-Американской плите, но разрастание океанического дна между Гренландией и нынешним подводным хребтом Ломоносова и Скандинавией продолжается до сих пор. Около 15—13 миллионов лет назад началось разрастание южной части Гренландского моря. В это же время из-за обильного излияния базальтов Исландия начала подниматься над уровнем моря.

### Климат
Климат Северного Ледовитого океана определяется, прежде всего, его полярным географическим положением. Существование огромных масс льда усиливает суровость климата, обусловленную, прежде всего, недостаточным количеством тепла, получаемого от Солнца полярными регионами. Главной особенностью радиационного режима арктической зоны является то, что в течение полярной ночи поступления солнечной радиации не происходит, в результате в течение 50—150 суток происходит непрерывное выхолаживание подстилающей поверхности. Летом же вследствие длительности полярного дня количество тепла, поступающего за счёт солнечной радиации, довольно велико. Годовая величина радиационного баланса на берегах и островах положительна и составляет от 2 до 12—15 ккал/см, а в центральных районах океана отрицательна и составляет около 3 ккал/см. В полярных районах количество осадков мало, в то время как в субполярных, где доминируют западные ветра, — несколько выше. Большая часть осадков выпадает над ледяным покровом и не оказывает большого влияния на водный баланс. Испарение в океане меньше, чем количество осадков. Учёные отмечают, что за период с 1951 по 2009 год уровень осадков более 450 мм в год наблюдался в 2000, 2002, 2005, 2007, 2008 годы.
В зимний период (продолжительностью более 6,5 месяцев) над океаном располагается устойчивая область высокого давления (Арктический антициклон), центр которой смещён относительно полюса в сторону Гренландии. Холодные сухие массы арктического воздуха в зимнее время проникают вглубь окружающих океан материков вплоть до субтропического климатического пояса и вызывают резкое понижение температуры воздуха. Летом (июнь — сентябрь) формируется Исландская депрессия, вызванная летним повышением температуры, а также в результате интенсивной циклонической деятельности на смещённом почти к самому полюсу арктическом фронте. В это время сюда приходит тепло с юга за счёт проникающего в полярную зону воздуха умеренных широт и за счёт речных вод.
На колебания температуры в Арктике оказывают влияние арктическая и тихоокеанская декадная осцилляции, с которыми связано распространение температурных аномалий вблизи Атлантического и Тихого океанов, соответственно. На подходах к океану тёплые воды Северо-Атлантического течения отдают в атмосферу более 70 % тепла. Это оказывает большое влияние на динамику воздушных масс. Огромная теплоотдача поступающих в Северный Ледовитый океан атлантических вод является мощным возбудителем атмосферных процессов над обширной акваторией океана. Гренландский антициклон, устойчивый в течение всего года, также существенно влияет на местную атмосферную циркуляцию. Он способствует образованию ветров, по своему направлению усиливающих эффект сброса вод из Северного Ледовитого в Атлантический океан.
Наблюдаемые изменения климата в Арктике являются крупнейшими за всю историю измерений в регионе, а также за последние 2000 лет. Основное влияние при этом оказывают отражательная и изоляционная способность ледяного покрова, которые зависят от сезонных и периодических изменений температур и осадков. Хотя текущие аномалии можно объяснить долгопериодическими колебаниями, общий тренд, связанный в первую очередь с сильнейшим потеплением за последние пять лет, заставляет ряд учёных говорить о том, что летнее таяние льдов и поглощение солнечной радиации больше не компенсируется зимним ростом ледяного покрова. На основании результатов наблюдений с начала XX века за поверхностной температурой воздуха в Арктике выявлены изменения климата. Хорошо выражено долгопериодическое колебание, формируемое потеплениями 1930—1940-х и 1990—2000-х годов и понижением температуры в 1970-е годы. В период 1990—2000-х годов к естественным колебаниям добавляется дополнительное внешнее воздействие, предположительно антропогенного происхождения, что даёт большую амплитуду отклонений температур от среднегодовой. Потепление ускорилось в 2000-е годы и более всего проявилось в летние месяцы. Абсолютный рекорд повышения среднегодовых температур был зафиксирован в 2007 году, затем наблюдалось небольшое понижение.
|                                 |                                          |                                        |                           |
| Полярное сияние зимой на Аляске | На Северном полюсе (снимок с веб-камеры) | Дрейфующая станция «Северный полюс-37» | Айсберги около Гренландии |

### Гидрологический режим
Благодаря полярному географическому положению океана в центральной части Арктического бассейна ледяной покров сохраняется в течение всего года, хотя и находится в подвижном состоянии.

#### Циркуляция поверхностных вод
Постоянный ледяной покров изолирует поверхность вод океана от непосредственного воздействия солнечной радиации и атмосферы. Важнейшим гидрологическим фактором, влияющим на циркуляцию поверхностных вод, является мощный приток атлантических вод в Северный Ледовитый океан. Это тёплое Северо-Атлантическое течение определяет всю картину распределения течений в Северо-Европейском бассейне и в Баренцевом, отчасти в Карском морях. На циркуляцию вод в Арктике заметно влияет также приток тихоокеанских, речных и глетчерных вод. Баланс вод выравнивается, прежде всего, за счёт стока в северо-восточную часть Атлантического океана. Это и есть главное поверхностное течение в Северном Ледовитом океане. Меньшая часть вод стекает из океана в Атлантику через проливы Канадского Арктического архипелага.
Существенную роль в формировании поверхностной водной циркуляции океана играет речной сток, хотя по объёму он невелик. Более половины речного стока дают реки Азии и Аляски, поэтому здесь возникает постоянное стоковое движение вод и льдов. Образуется течение, которое пересекает океан и в западной его части устремляется в пролив между Шпицбергеном и Гренландией. Это направление выносного течения поддерживается притоком тихоокеанских вод, поступающих через Берингов пролив. Таким образом, Трансарктическое течение является механизмом, обеспечивающим общее направление дрейфа льдов и, в частности, полярных дрейфующих станций «Северный полюс», неизменно заканчивающих свой путь в Северо-Европейском бассейне.
В море Бофорта между Аляской и Трансатлантическим течением возникает местный круговорот. Другой круговорот образуется восточнее Северной Земли. Местный круговорот в Карском море образуют Восточно-Новоземельское и Ямальское течения. Сложная система течений наблюдается в Баренцевом море, где она целиком связана с Северо-Атлантическим течением и его ответвлениями. Перейдя Фарерско-Исландский порог, Северо-Атлантическое течение следует на северо-северо-восток вдоль берегов Норвегии под названием Норвежское течение, которое затем разветвляется на Западно-Шпицбергенское и Норткапское течения. Последнее у Кольского полуострова получает название Мурманского, а затем переходит в Западно-Новоземельное течение, постепенно затухающее в северной части Карского моря. Все эти тёплые течения движутся со скоростью более 25 см в секунду.
Продолжением Трансатлантического течения вдоль восточного берега Гренландии является стоковое Восточно-Гренландское течение. Это холодное течение отличается большой мощностью и высокой скоростью. Обходя южную оконечность Гренландии, течение далее следует в море Баффина как Западно-Гренландское течение. В северной части этого моря оно сливается с потоком вод, устремляющимся из проливов Канадского архипелага. В результате образуется холодное Канадское течение, со скоростью 10—25 см в секунду идущее вдоль Баффиновой Земли и обуславливающее сток вод из Северного Ледовитого в Атлантический океан. В Гудзоновом заливе наблюдается местная циклоническая циркуляция.
| Приход                                                                                              | Количество воды в тыс. км³ в год | Расход                                                                                           | Количество воды в тыс. км³ в год |
| --------------------------------------------------------------------------------------------------- | -------------------------------- | ------------------------------------------------------------------------------------------------ | -------------------------------- |
| Из Атлантического океана через проливы: Девисов, Датский, Фарерско-Исландский, Фарерско-Шетландский | 225                              | В Атлантический океан через проливы: Девисов, Датский, Фарерско-Исландский, Фарерско-Шетландский | 260                              |
| Из Тихого океана через Берингов пролив                                                              | 30                               | Испарение                                                                                        | 3                                |
| Осадки                                                                                              | 5                                | Вынос льдов                                                                                      | 2                                |
| Речной сток                                                                                         | 5                                |                                                                                                  |                                  |
| Всего                                                                                               | 265                              | Всего                                                                                            | 265                              |

#### Водные массы
В Северном Ледовитом океане выделяются несколько слоёв водных масс. Поверхностный слой (до 25—50 м) имеет низкую температуру (ниже −1,5 °C) и пониженную солёность (28—33,5 ‰). Последняя объясняется распресняющим действием речного стока, талых вод и очень слабым испарением. В Норвежском море, где доминирует Северо-Атлантическое течение, поверхностного слоя нет, средняя температура составляет 6—8 °C, солёность — 34—35 ‰. В Восточно-Гренландском течении температура около −1 °C, солёность — 30—33 ‰. Ниже выделяется подповерхностный слой (до 150—200 м), более холодный (до −1,8 °C) и более солёный (до 34,3 ‰), образующийся при перемешивании поверхностных вод с подстилающим промежуточным водным слоем. Этот слой препятствует проникновению тепла из промежуточного слоя к поверхностному. Промежуточный водный слой — это поступающая из Гренландского моря атлантическая вода с положительной температурой и повышенной солёностью (более 37 ‰), распространяющаяся до глубины 750—800 м.
Глубже залегает глубинный водный слой, формирующийся благодаря вертикальной конвекции в зимнее время в Гренландском море, медленно ползущий единым потоком от пролива между Гренландией и Шпицбергеном. Другими источниками формирования глубинного слоя являются шельфовые воды Чукотского и Баренцева моря, а также фьорды Шпицбергена. Перемешивание глубинных вод происходит в Норвежском море. Через 12—15 лет, считая от времени входа в пролив, эта водная масса достигает района моря Бофорта. Температура глубинных вод около −0,9 °C (за исключением Канадской котловины, отделённой хребтом Ломоносова, с температурой −0,4 °C), солёность близка к 35 ‰. Выделяют также донную водную массу, очень малоподвижную, застойную (период обращения составляет 700 лет), практически не принимающую участия в общей циркуляции океана. Донные воды накапливаются на дне наиболее глубоких котловин ложа океана (Нансена, Амундсена и Канадской).
В результате обобщения российских и международных данных, полученных во время проведения исследований в рамках Международного полярного года 2007—2008 годов, были получены сведения о формировании в поверхностном слое Северного Ледовитого океана обширных зон с аномальными значениями солёности. Вдоль Американского континента образовалась зона с солёностью на 2—4 ‰ меньше среднемноголетних значений, а в Евразийском суббассейне зафиксирована аномалия с повышенной солёностью до 2 ‰. Граница между этими двумя зонами проходит вдоль хребта Ломоносова. Были зафиксированы аномалии температуры поверхностных вод на значительной части акватории Канадского суббасейна, достигающие значений +5 °C по отношению к среднему многолетнему уровню. Величина аномалий до +2 °C зафиксирована в море Бофорта, в южной части котловины Подводников и западной части Восточно-Сибирского моря. Также наблюдается повышение температуры глубинных атлантических вод в отдельных районах Арктического бассейна (иногда отклонения доходят до +1,5 °C от среднего климатического состояния).
|              |                                 |
| Водные массы | Профили температуры и солёности |

#### Приливы, нагоны и волнения
Приливно-отливные явления в арктических морях определяются в основном приливной волной, распространяющейся из Атлантического океана. В Баренцевом и Карском морях приливная волна приходит с Запада со стороны Норвежского моря, в моря Лаптевых, Восточно-Сибирское, Чукотское и Бофорта приливная волна поступает с севера, через Арктический бассейн. Преобладают приливы и приливно-отливные течения правильного полусуточного характера. В течении выражено два периода фазового неравенства (в зависимости от фаз Луны), в каждом из которых один максимум и один минимум. Значительная высота приливов (более 1,5 м) отмечается в Северо-Европейском бассейне, в южной части Баренцева и северо-восточной части Белого морей. Максимум наблюдается в Мезенском заливе, где высота прилива достигает 10 м. Далее на восток на большей части побережья Сибири, Аляски и Канады высота прилива менее 0,5 м, но в море Баффина 3—5 м, а на южном побережье Баффиновой Земли — 12 м.
На большей части побережья Северного Ледовитого океана сгонно-нагонные колебания уровня воды значительно больше, чем приливы и отливы. Исключение составляет Баренцево море, где на фоне крупных приливных колебаний уровня они менее заметны. Наибольшие сгоны и нагоны, достигающие 2 м и более, характеризуют моря Лаптевых и Восточно-Сибирское. Особенно сильные наблюдаются в восточной части моря Лаптевых, например, в районе Ванькинской губы экстремальная высота нагона может достигать 5—6 м. В Карском море сгонно-нагонные колебания уровня превышают 1 м, а в Обской губе и Енисейском заливе близки к 2 м. В Чукотском море эти явления ещё заметно превышают по размаху приливно-отливные, и только на острове Врангеля приливы и нагоны примерно равны.
Волнение в арктических морях зависит от ветрового режима и ледниковых условий. В целом ледовый режим в Северном Ледовитом океане неблагоприятен для развития волновых процессов. Исключения составляют Баренцево и Белое моря. Зимой здесь развиваются штормовые явления, при которых в открытом море высота волн доходит до 10—11 м. В Карском море наибольшую повторяемость имеют волны 1,5—2,5 м, осенью иногда до 3 м. При северо-восточных ветрах в Восточно-Сибирском море высота волн не превышает 2—2,5 м, при северо-западном ветре в редких случаях достигает 4 м. В Чукотском море в июле — августе волнение слабое, но осенью разыгрываются шторма с максимальной высотой волн до 7 м. В южной части моря мощные волнения могут наблюдаться до начала ноября. В Канадском бассейне значительные волнения возможны в летнее время в море Баффина, где они связаны со штормовыми юго-восточными ветрами. В Северо-Европейском бассейне в течение всего года возможны сильные штормовые волнения, связанные зимой с западными и юго-западными, а летом — главным образом, с северными и северо-восточными ветрами. Максимальная высота волн южной части Норвежского моря может достигать 10—12 м.

#### Лёд

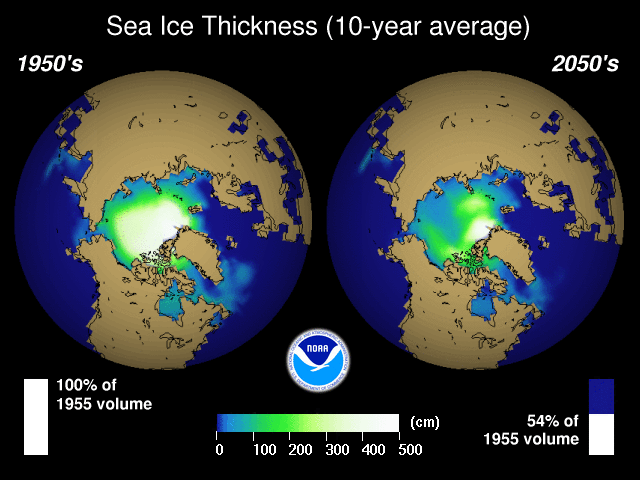
Изменение толщины ледового покрова к 2050 году по отношению к 1950 году. Прогноз Национального управления океанических и атмосферных исследований США

Ледовитость имеет огромное значение для гидродинамики и климата Арктики. Льды круглогодично присутствуют во всех арктических морях. В центральных районах океана паковые льды сплошным покровом распространены и в летнее время, достигая толщины 3—5 метров. В океане дрейфуют ледяные острова (толщиной 30—35 метров), используемые для базирования дрейфующих станций «Северный полюс». Льды дрейфуют со средней скоростью 7 км/сутки, максимальной до 100 км/сутки. Прибрежные моря летом в значительной части освобождаются ото льда, но остаются отроги океанических ледниковых массивов, близко подступающих к берегу и создающих трудности для судоходства. В Карском море летом сохраняется местный массив дрейфующих льдов, другой существует к югу от острова Врангеля. Береговой припай исчезает у берегов летом, но на некотором расстоянии от берега возникают местные массивы припайных льдов: Североземельский, Янский и Новосибирский. Береговой припай в зимнее время особенно обширен в морях Лаптевых и Восточно-Сибирском, где его ширина измеряется многими сотнями километров.
Большая ледовитость наблюдается в акватории Канадского бассейна. В проливах дрейфующие льды остаются в течение всего года, море Баффина частично (в восточной части) освобождается от плавучих льдов с августа по октябрь. Гудзонов залив свободен ото льда в течение сентября — октября. Мощный береговой припай сохраняется в течение всего года у северного берега Гренландии и у берегов в проливах архипелага Елизаветы. Несколько тысяч айсбергов ежегодно образуются в восточной и западной частях Гренландии, а также в Лабрадорском течении. Некоторые из них достигают основного судоходного маршрута между Европой и Америкой и опускаются далеко на юг вдоль побережья Северной Америки.
По данным Национального центра исследования снега и льда (NSIDC) при Университете Колорадо (США), морской лёд Арктики сокращается с ускорением, особенно быстро исчезает старый толстый лёд, из-за чего весь ледяной покров становится более уязвимым. 16 сентября 2012 года отмечен суточный и месячный минимум площади льда в океане 3,61 миллиона км² (что примерно в 2 раза ниже среднего 1981—2010 годов). Другие минимумы отмечались 18 сентября 2007 года — 4,24 миллиона км² и 9 сентября 2011 года — 4,33 миллиона км². В это время полностью открывается Северо-Западный проход, традиционно считавшийся непроходимым. При таких темпах к 2100 году Арктика полностью утратит летний лёд. Однако в последнее время скорость утраты льда увеличивается, и по некоторым прогнозам летний лёд может исчезнуть к середине XXI века.

## Флора и фауна
Суровые климатические условия оказывают влияние на бедность органического мира Северного Ледовитого океана. Исключения составляют лишь Северо-Европейский бассейн, Баренцево и Белое моря с их чрезвычайно богатым животным и растительным миром. Флора океана представлена главным образом ламинариями, фукусами, анфельцией, а в Белом море — также взморником. Фитопланктон в Северном Ледовитом океане насчитывает всего 200 видов, из них 92 вида — диатомовые. Диатомеи приспособились к суровой обстановке океана. Многие из них поселяются на нижней поверхности льда. Диатомная флора образует основную массу фитопланктона — до 79 % в Баренцевом море и до 98 % в Арктическом бассейне.
Из-за неблагоприятных климатических условий небогат и зоопланктон океана. В Карском, Баренцевом, Норвежском и Гренландском морях насчитывается 150—200 видов зоопланктона. В Восточно-Сибирском море — 80—90 видов, в Арктическом Бассейне — 70—80 видов. Преобладают веслоногие рачки (копеподы), кишечнополостные, представлены некоторые оболочники и простейшие. В зоопланктоне Чукотского моря встречаются некоторые тихоокеанские виды. Животный мир дна океана имеет ещё более неравномерное распространение. Зообентос Баренцева, Норвежского и Белого морей сопоставим по разнообразию с морями субполярной и умеренной зон Атлантического океана — от 1500 до 1800 видов, при биомассе 100—350 г/м². В море Лаптевых количество видов снижается в 2—3 раза при средней биомассе 25 г/м². Очень бедна фауна дна морей восточной Арктики, особенно центральной части Арктического бассейна. В Северном Ледовитом океане насчитывается более 150 видов рыб, среди них большое число промысловых (сельдь, тресковые, лососёвые, скорпеновые, камбаловые и другие). Морские птицы в Арктике ведут преимущественно колониальный образ жизни и обитают на берегах. Здесь постоянно обитают и размножаются около 30 видов птиц (белая чайка, люрик, некоторые кулики, гаги, кайры, чистики, белые гуси, чёрные казарки, пуночки). Всё население гигантских «птичьих базаров» питается исключительно за счёт пищевых ресурсов океана. Млекопитающие представлены тюленями, моржами, белухами, китами (главным образом полосатиками и гренландскими китами), нарвалами. На островах встречаются лемминги, по ледяным мостам заходят песцы и северные олени. Представителем фауны океана следует считать также белого медведя, жизнь которого в основном связана с дрейфующими, паковыми льдами или береговым припаем. Большинство зверей и птиц круглый год (а некоторые только зимой) имеют белую или очень светлую окраску.
Фауна северных морей выделяется целым рядом специфических особенностей. Одна из таких особенностей — гигантизм, свойственный некоторым формам. В Северном Ледовитом океане обитают самые крупные мидии, самая большая медуза цианея (до 2,3 м в поперечнике при длине щупалец до 35,6 м), самая крупная офиура «голова Горгоны». В Карском море известны гигантский одиночный коралл и морской паук, достигающий в размахе ног 30 см. Другая особенность организмов Северного Ледовитого океана — их долголетие. Например, мидии в Баренцевом море живут до 25 лет (в Чёрном море — не более 6 лет), треска живёт до 20 лет, палтус — до 30—40 лет. Это связано с тем, что в холодных арктических водах развитие жизненных процессов протекает медленно.
В последние годы из-за потепления в Арктике наблюдается увеличение поголовья тресковых к северу от Шпицбергена, в Карском море и на побережье Сибири. Рыба движется за расширяющейся, благодаря повышению температуры, к северу и востоку кормовой базой. По данным учёных Стэнфордского университета за период с 1998 по 2018 годы отмечен рост фитопланктона и мелких водорослей на 57 %. Это может привести «существенному сдвигу режима» для Арктики.
|                                   |                  |                             |                                 |
| Белый медведь Земля Франца-Иосифа | Люрик Шпицберген | Гренландский кит Залив Фокс | Crossota norvegica Море Бофорта |

## Экологические проблемы
Природа Северного Ледовитого океана — одна из самых уязвимых экосистем планеты. В 1991 году Канада, Дания, Финляндия, Исландия, Норвегия, Российская Федерация, Швеция и США приняли Стратегию по защите окружающей среды Арктики (AEPS). В 1996 году Министерства иностранных дел стран арктического региона подписали Оттавскую декларацию и образовали Арктический совет. Программа ООН по окружающей среде (ЮНЕП) основными экологическими проблемами Арктики называет: таяние льдов и изменение арктического климата, загрязнение вод северных морей нефтепродуктами и химическими отходами, сокращение популяции арктических животных и изменение их среды обитания.
Пропадание летнего льда влечёт за собой большие проблемы для природы Арктики. При отступлении границы морских льдов будет затруднено выживание моржей и белых медведей, использующих льды как платформу для охоты и место для отдыха. Уменьшится отражательная способность океана с открытой водой, что приведёт к поглощению 90 % солнечной энергии, что усилит потепление. При этом начнут таять ледники окружающей суши, и эта вода, попав в океан, приведёт к повышению уровня моря.
Ухудшается состояние прибрежных вод. На Северном флоте ежегодно сбрасывается около 10 миллионов м³ неочищенных вод. Вместе со сточными водами промышленных предприятий в арктические моря поступают нефтепродукты, фенолы, соединения тяжёлых металлов, азот, а также другие вещества. Существует угроза радиоактивного заражения. В Карском море затоплены контейнеры с ядерными отходами и атомные реакторы с подводных лодок. В Кольском заливе находится 200 брошенных и затопленных судов, которые являются источниками загрязнения. По берегам Северного Ледовитого океана валяется около 12 миллионов бочек, часто заполненных топливом, маслом и химическим сырьём.
С 1954 по 1990 годы на ядерном полигоне на Новой Земле проводились ядерные испытания. За это время на полигоне было произведено 135 ядерных взрывов: 87 в атмосфере (из них 84 воздушных, 1 наземный, 2 надводных), 3 подводных и 42 подземных взрыва. Среди экспериментов были и очень мощные мегатонные испытания ядерных зарядов, проводившиеся в атмосфере над архипелагом. На Новой Земле в 1961 году была взорвана мощнейшая в истории человечества водородная бомба — 58-мегатонная Царь-бомба. 21 января 1968 в семи милях к югу от американской авиабазы Туле на северо-западе Гренландии разбился стратегический бомбардировщик B-52 с ядерными бомбами на борту, пробил 2-метровый слой льда и затонул в заливе Северная звезда. Бомбы раскололись на части, что привело к радиоактивному заражению большой территории.

## История исследования

### История открытий и первых исследований океана

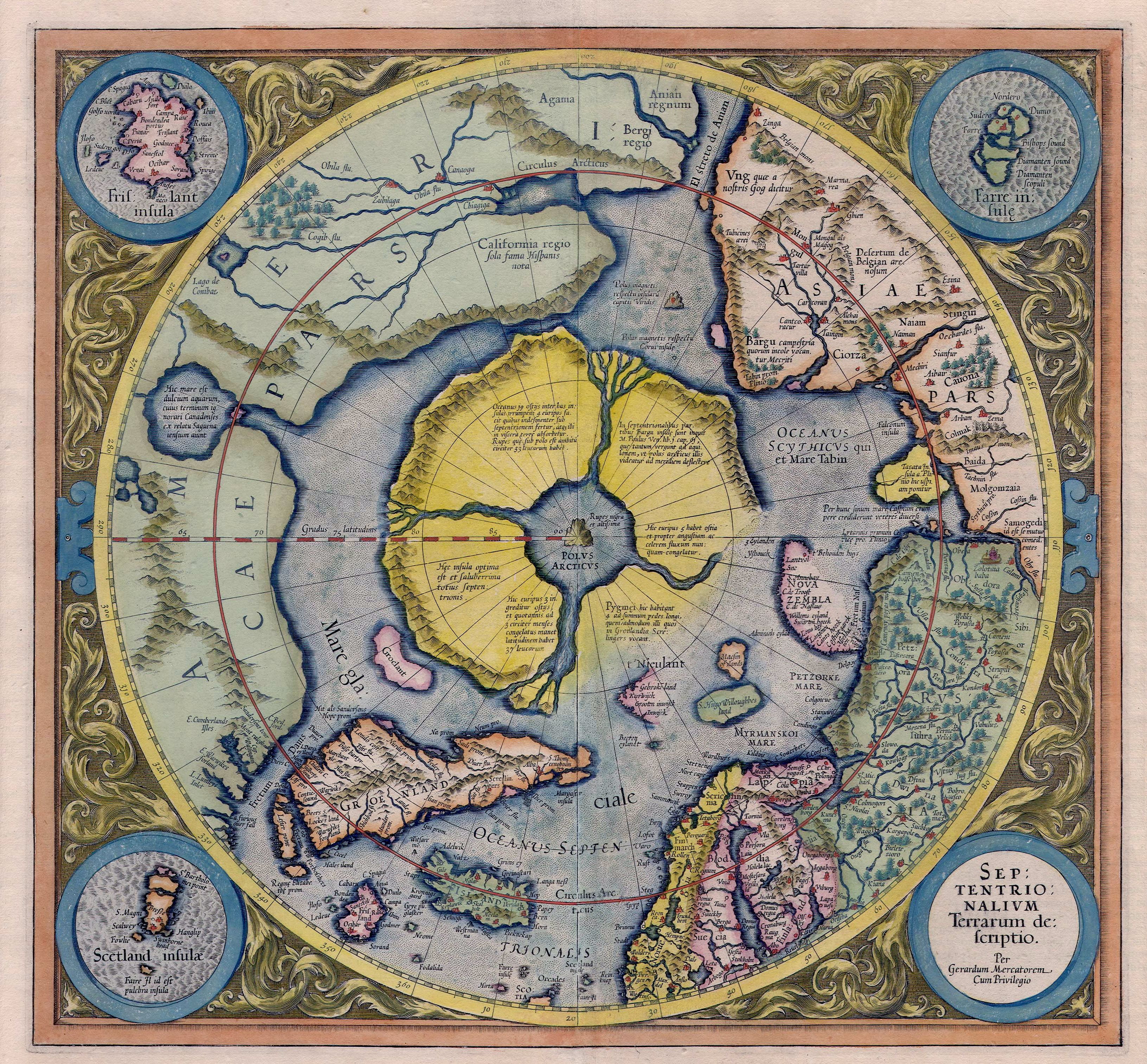
Арктический континент на карте Герарда Меркатора 1595 года

Самое первое письменное упоминание о посещении океана относится к IV веку до н. э., когда греческий путешественник Пифей из Массилии совершил плавание в страну Туле, которая, вероятнее всего, находилась далеко за Северным полярным кругом, так как в день летнего солнцестояния солнце там светило всю ночь. Некоторые учёные полагают, что страна Туле — это Исландия. В V веке ирландские монахи обследовали Фарерские острова и Исландию. А в IX веке первый скандинавский мореплаватель Оттар из Холугаланда совершил плавание на восток и достиг Белого моря. В 986 году викинги основали поселения в Гренландии, в XI веке они достигли Шпицбергена и Новой Земли, а в XIII веке — Канадской Арктики.
В 1553 году английский мореплаватель Ричард Ченслер обогнул мыс Нордкин и достиг того места, где ныне расположен Архангельск. В 1556 году Стивен Барроу из Московской компании добрался до Новой Земли. Голландский мореплаватель и исследователь Виллем Баренц в 1594—1596 годах совершил три арктические экспедиции, целью которых был поиск северного морского пути в Ост-Индию, и погиб у Новой Земли. Северные районы Евразии исследовались состоявшими на российской службе русскими или иностранными исследователями. В XI веке русские рыбаки и земледельцы вышли к берегам Белого моря, а в XV—XVI веках торговцы пушниной проникли в Зауралье и завладели землями, уже освоенными и заселёнными охотниками, рыбаками и оленеводами. С XVIII века Россия стала проводить интенсивные научные исследования в Сибири и на Дальнем Востоке, в результате которых стали известны многие подробности очертания Северного Ледовитого океана.
В 1633 году русские первопроходцы Иван Ребров и Илья Перфильев прошли морем от устья реки Лена до реки Яны. В 1636 году Ребров достиг по морю устья реки Индигирка, впадающей в Восточно-Сибирское море. Михаил Стадухин в 1643 году, прошёл на коче по Индигирке до её устья и, отправившись морем на восток, достиг устья реки Колыма.
В 1641—1647 годы казак С. И. Дежнёв исследовал побережье Северной Азии от устья реки Колымы до самой восточной точки материка (теперь мыс Дежнёва). В 1648 году Дежнёв обнаружил пролив между Азией и Америкой, позднее названный Беринговым проливом (пролив был открыт повторно в 1728 году В. Берингом). Эти открытия послужили поводом для организации Великой Северной экспедиции, которая в 1733—1743 годах должна была найти кратчайший путь из Белого в Берингово море. Во время этой экспедиции в 1742 году С. И. Челюскин открыл самую северную точку Азии. Северо-Восточный проход в 1876—1880 годах первым прошёл шведский исследователь барон А. Э. Норденшёльд на корабле «Вега».
В поисках северо-западного прохода в 1576 году Мартин Фробишер высадился на Баффинову Землю (открытую задолго до этого скандинавами). В августе 1585 года Джон Девис пересёк пролив (который теперь носит его имя) и описал восточный берег полуострова Камберленд. Позднее, во время двух последующих плаваний, он достиг 72°12' с. ш., но не смог добраться до залива Мелвилла. В 1610 году Генри Гудзон на корабле «Дискавери» достиг залива, который теперь носит его имя. В 1616 году Роберт Байлот на «Дискавери» пересёк всё море Баффина в северном направлении и добрался до пролива Смита между островом Элсмир и Гренландией. В исследования со стороны Северной Америки большой вклад внесла компания Гудзонова залива. В 1771 году Самюэль Хирн дошёл до устья реки Коппермайн, а в 1789 году Александр Маккензи добрался до устья реки, позднее названной его именем. В 1845 году экспедиция Джона Франклина на двух кораблях «Эребус» и «Террор» отправилась в воды Американской Арктики, попала в ледяную ловушку в проливе Виктория и погибла. Многочисленные экспедиции, направлявшиеся на поиски Франклина в течение 15 лет, уточнили очертания целого ряда участков морского побережья в районе Канадского Арктического архипелага и подтвердили реальность существования Северо-Западного прохода.

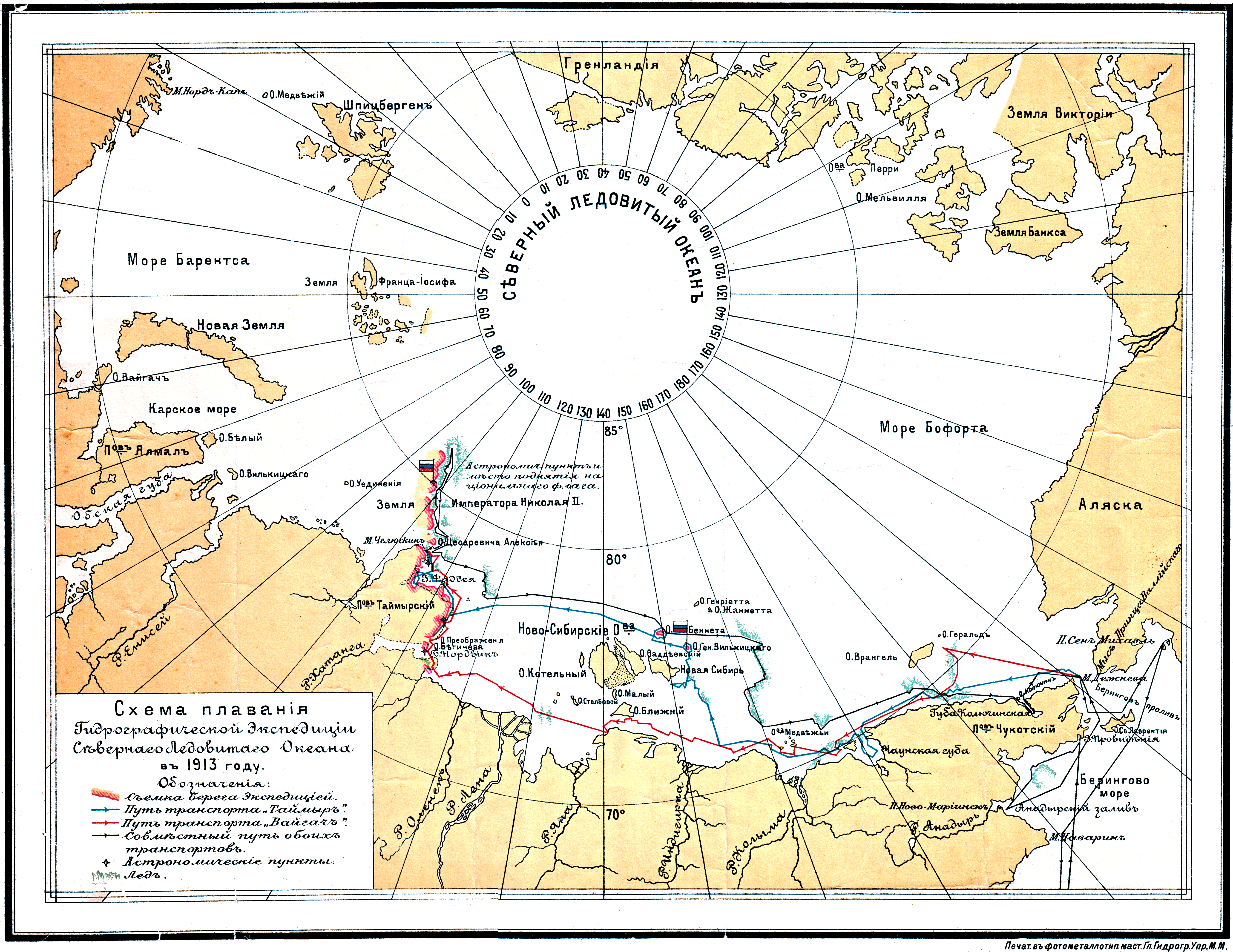
Исследование Океана Гидрографической экспедицией 1913 г.

Перед Первой мировой войной начались рейсы, совершаемые торговыми судами из Атлантического океана до реки Енисей, однако регулярное освоение Северного морского пути началось в 1920-е годы. В 1932 году ледокол «Александр Сибиряков» за одну навигацию смог пройти маршрут от Архангельска до Берингова пролива, а в 1934 году ледокол «Фёдор Литке» прошёл этот путь в обратном направлении с востока на запад. Впоследствии регулярные рейсы караванов торговых судов в сопровождении ледоколов проходили по Северному морскому пути вдоль арктического побережья России. Весь Северо-Западный проход впервые прошёл норвежский исследователь Руаль Амундсен в 1903—1906 годах на маленьком судне «Йоа». В обратном направлении в 1940—1942 годах осуществила плавание по проходу канадская полицейская шхуна «Сент-Рок», а в 1944 году «Сент-Рок» стала первым судном, преодолевшим этот путь за одну навигацию. В 1980-х годах Северо-Западным морским путём впервые прошли несколько небольших пассажирских судов и туристское судно «Линдблэд эксплорер».

### Покорение Северного полюса
Первые попытки достичь Северного полюса предпринимались из района залива Смита и пролива Кеннеди между островом Элсмир и Гренландией. В 1875—1876 годы англичанину Джорджу Нэрсу удалось провести корабли «Дискавери» и «Алерт» до кромки мощных паковых льдов. В 1893 году норвежский исследователь Фритьоф Нансен на корабле «Фрам» вмёрз в покров морских льдов на севере Российской Арктики и дрейфовал с ним в Северный Ледовитый океан. Когда «Фрам» находился ближе всего к полюсу, Нансен и его спутник Яльмар Йохансен попытались добраться до Северного полюса, но, достигнув 86° 13.6’ с. ш., вынуждены были повернуть назад. Американец Роберт Пири зимовал на борту своего судна «Рузвельт» и утверждал, что достиг полюса 6 апреля 1909 года вместе со своим слугой-негром Мэтом Хэнсоном и четырьмя эскимосами. Другой американец, доктор Фредерик Кук, заявил, что достиг полюса 21 апреля 1908 года. В настоящее время многие исследователи считают, что на самом деле ни Куку, ни Пири так и не удалось побывать на полюсе.
11—14 мая 1926 года Руаль Амундсен вместе с американским исследователем Линкольном Эллсвортом и итальянским авиатором Умберто Нобиле на дирижабле «Норвегия» вылетели со Шпицбергена, пересекли Северный Ледовитый океан через Северный полюс и достигли Аляски, проведя в беспосадочном полёте 72 часа. В 1928 году Х. Уилкинс и пилот Карл Бен Эйельсон совершили перелёт с Аляски на Шпицберген. Два успешных перелёта из СССР в США через Северный Ледовитый океан были осуществлены советскими лётчиками в 1936—1937 (в третьей попытке пилот С. А. Леваневский вместе с самолётом бесследно исчез).
Первыми людьми, бесспорно достигнувшими Северного полюса по поверхности льдов без использования моторного транспорта, считаются члены британской трансарктической экспедиции под руководством Уолли Герберта. Это произошло 6 апреля 1969 года. 9—10 мая 1926 года американец Ричард Ивлин Бэрд на самолёте впервые долетел до Северного полюса с базы на Шпицбергене и вернулся. Полёт, по его сообщениям, длился 15 часов. Сомнения в его достижении возникли сразу же — ещё на Шпицбергене. Это было подтверждено уже в 1996 году: при исследовании полётного дневника Бэрда были обнаружены следы подчисток — фальсификация части полётных данных в официальном отчёте в Национальное географическое общество.
17 августа 1977 года в четыре часа по московскому времени советский атомоход «Арктика» первым в надводном плавании достиг Северной вершины планеты. 25 мая 1987 года атомоход «Сибирь» кратчайшим путём из Мурманска дошёл до Северного полюса. Летом 1990 года новый атомный ледокол «Россия» достиг Северного полюса уже с туристами.
|                                    |                               |                                                              |                                              |
| Старт Нансена и Йохансена 1895 год | Дирижабль «Норвегия» 1926 год | Атомная подводная лодка «Скейт» на Северном полюсе, 1959 год | Атомный ледокол «Ямал» с туристами, 2001 год |

### Научные исследования океана
В 1937—1938 годы под руководством И. Д. Папанина (вместе с П. П. Ширшовым (гидролог), Е. К. Фёдоровым (метеоролог и магнитолог) и Э. Т. Кренкелем (радист)) была организована полярная научно-исследовательская станция «Северный полюс» на дрейфующей льдине вблизи полюса. Во время 9-месячного дрейфа проводились регулярные метеорологические и геофизические измерения и гидробиологические наблюдения, делались промеры морских глубин. Начиная с 1950-х годов в Северном Ледовитом океане функционировало много подобных дрейфующих станций. Правительства США, Канады и СССР организовывали долговременные исследовательские базы на больших ледяных островах, где толщина льда достигала 50 м. В 1948 году советскими учёными был открыт хребет Ломоносова, а в 1961 году американские учёные нашли продолжение Срединно-Атлантического хребта.
В 1930 году компанией Гудзонова залива при поддержке канадского правительства проводились первые исследования океанских течений в канадской акватории океана. С 1948 года проводились биологические исследования региона, в частности, была построена Арктическая биологическая станция в Сент-Анн-де-Бельвю, Квебек, а также исследовательский корабль «Calanus». С 1949 года Канада и США проводили совместные исследования в Беринговом и Чукотском море, а с 1950-х годов — в море Бофорта.
В 1980 году вышел в свет капитальный труд «Атлас океанов. Северный Ледовитый океан», изданный ГУНиО Министерства обороны СССР. В 1980-е годы немецкий научный ледокол «Polarstern» выполнил комплекс метеорологических, гидрологических, гидрохимических, биологических и геологических работ в Евразийской части океана. В 1991 году подобные исследования были выполнены с борта шведского ледокола «Oden». В 1993 и 1994 годы в восточной части Арктического бассейна были проведены исследования на борту американского ледокола «Polar Star» и канадского ледокола «Луи Сен-Лоран». В следующие годы работы по исследованию вод Арктического бассейна Северного Ледовитого океана с борта зарубежных морских судов приняли практически регулярный характер. 2 августа 2007 года в рамках Российской полярной экспедиции «Арктика-2007» с научно-исследовательского судна «Академик Фёдоров» в точке Северного полюса были совершены погружения в двух глубоководных аппаратах «Мир». В 2009 году состоялась совместная американо-канадская научная экспедиция при поддержке кораблей «Хили» береговой охраны США и «Луи Сен-Лоран» канадской береговой охраны по исследованию 200 километров океанского дна континентального шельфа (регион северной Аляски — хребет Ломоносова — Канадский арктический архипелаг).
Сейчас со стороны России комплексным научным исследованием Арктики занимается Арктический и антарктический научно-исследовательский институт. Ежегодно институтом организуются полярные экспедиции. С 1 октября 2012 года в Северном Ледовитом океане начала дрейф станция «Северный полюс-40». При непосредственном участии института была создана совместная российско-норвежская Арктическая лаборатория исследования климата Арктики имени Фрама и российско-немецкая Лаборатория полярных и морских исследований имени Отто Шмидта. В Канаде исследованием океана занимается Бедфордский институт океанографии.

## Океан в мифологии народов Евразии
Северный Ледовитый океан занимает важное место в мифологических воззрениях народов Северной Евразии.

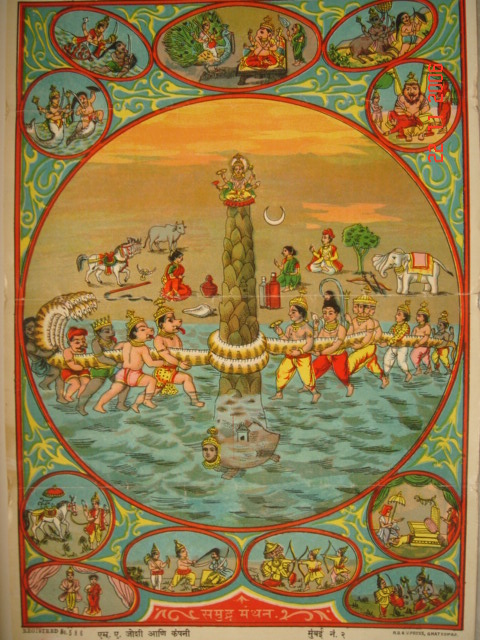
Литография 1910-х годов с изображением пахтанья Молочного океана и полученных при нём 14 сокровищ

Северный океан фигурирует как нижний мир мрака, преисподняя, царство мёртвых в мифологической картине мира народов Северной Евразии (финно-угров, самодийцев, тунгусо-маньчжуров). Такой взгляд сформировался в глубокой древности и реконструируется в качестве каймы древнего северно-евразийского космогонического мифа о нырянии за землёй. Народы Сибири делили мироздание не по вертикали, а по горизонтали — относительно Мировой реки. В горных истоках реки мыслился верхний мир света, откуда весной перелётные птицы приносили души новорождённых в мир людей. Души умерших уходили вниз по реке, в нижнее царство мёртвых. Подобная картина мира была вызвана географическими реалиями, а именно — крупными реками Сибири, текущими с юга на север и впадающими в океан. Сам миф о нырянии птиц за землёй и сотворении из неё мира возник в постледниковый период, когда воды сибирских рек скапливались на севере перед отступавшим ледником и образовывали огромный водоём.
В индоиранской мифологической традиции сохранились некоторые отголоски контактов с северными соседями арийской прародины. В частности, некоторыми учёными Мировая гора арийской мифологии (Меру индоариев, Высокая Хара иранцев) соотносится с Уральскими горами. У подножия этой горы находится Мировой Океан (Ворукаша иранцев), который сопоставляют с Северным Ледовитым, а на нём — Остров Блаженных (Шветадвипа индоариев). В «Махабхарате» специально отмечается, что на северном склоне мировой горы Меру располагается побережье Молочного моря. По мнению ряда исследователей, отдельные элементы этой картины через скифское посредство были заимствованы в древнегреческую традицию и повлияли, в частности, на складывание образа Рифейских гор и Гипербореи.
Античной и средневековой книжной традицией Северный Ледовитый океан представлялся крайне смутно и потому активно мифологизировался. В частности, его берега считались краем обитаемого мира, поэтому их должны были населять различные монстры (аримаспы и т. п.), наследники первобытного хаоса. В древнерусской и позднейшей русской традиции эти мифы постепенно вытеснялись объективными данными, накапливавшимися благодаря освоению региона и активным контактам с местным населением. В то же время в европейской географической традиции в Новое время сложилось представление о некоем арктическом континенте, которое по мере развития геологии переросло в теорию об Арктиде. Представления о таинственных арктических островах были популярны и позже, воплотившись в легенду о Земле Санникова, а в популярной и околонаучной литературе подобные мифы сохраняются до сих пор.
Некоторые сведения об океане сохранила и арабская географическая традиция. Арабский путешественник Абу Хамид ал-Гарнати, в середине XII века посетивший Волжскую Булгарию, рассказывал о её северном соседе — стране Йура (Югра), которая располагалась за областью Вису, на море Мрака, то есть на берегу Северного Ледовитого океана. Не лишены арабские сведения и фантастических подробностей — например, сообщается, что с приходом северных купцов в Булгарии наступал страшный холод.

## Правовое положение Северного Ледовитого океана
Правовой статус арктического пространства на международном уровне прямо не регламентирован. Фрагментарно он определяется национальным законодательством арктических стран и международно-правовыми соглашениями, преимущественно, в сфере охраны окружающей среды. Непосредственно к Северному Ледовитому океану примыкают территории 6 государств: Дания (Гренландия), Канада, Норвегия, Россия, Соединённые Штаты Америки, Исландия. Последняя претензий на собственный арктический сектор не предъявляет. На сегодня между арктическими государствами отсутствуют соглашения, чётко определяющие права на дно Северного Ледовитого океана.
Существуют два основных способа разграничения прав арктических государств на дно Северного Ледовитого океана: секторальный (каждому арктическому государству принадлежит сектор Северного Ледовитого океана в виде треугольника, вершинами которого являются Северный географический полюс, западные и восточные границы побережья государства) и конвенциальный (к океану необходимо применять общие правила разграничения прав на морские районы, установленные Конвенцией ООН по морскому праву от 10 декабря 1982 года). Для соблюдения конвенции была создана комиссия ООН по границам континентального шельфа, которая рассматривает документы по увеличению протяжённости шельфа от Дании, Норвегии и России. В 2008 году между Россией, Норвегией, Данией, США и Канадой была подписана Илулиссатская декларация о том, что необходимости в заключении новых международных соглашений по Арктике нет. Вместе с тем державы договорились об экологическом сотрудничестве в Арктике, а также о координации действий в возможных будущих спасательных операциях в регионе.

### Дания

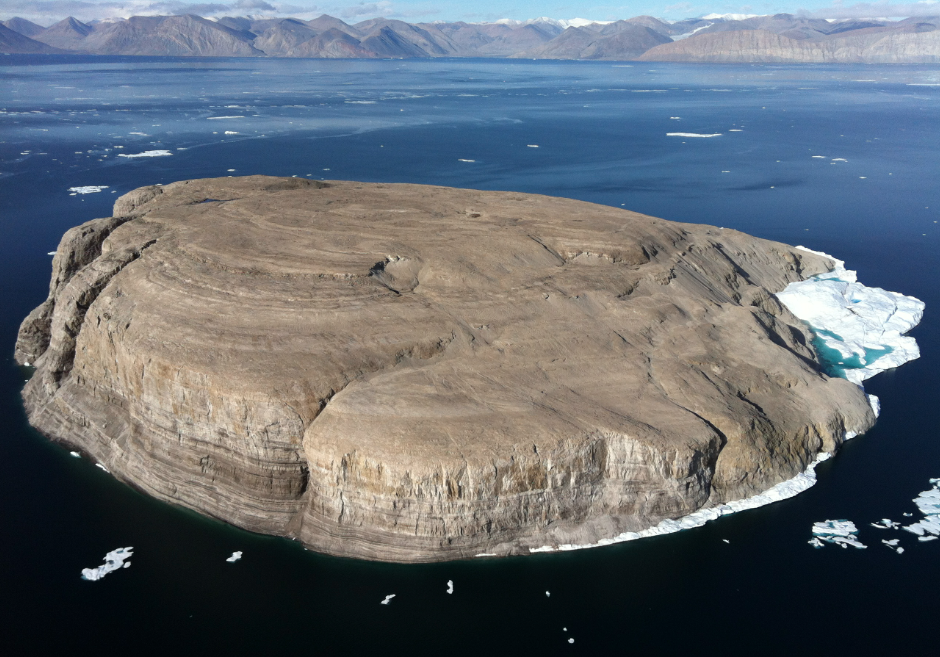
Остров Ганса

Дания включила в свою арктическую область Гренландию и Фарерские острова. Суверенитет Дании на Гренландию был закреплён в 1933 году. Площадь полярных владений Дании составляет 0,372 миллиона км². Дания и Канада оспаривают права на остров Ханс в центре пролива Кеннеди. В 2002 году Дания подала заявку в ООН на право владения 62 тысячами км² континентального шельфа (включая Северный полюс)

### Канада
В 1880 году Великобритания официально передала Канаде арктические владения в Северной Америке. Однако многие острова канадской Арктики были открыты американскими и норвежскими исследователями, что представляло опасность для суверенитета Канады в регионе. Канада первой определила правовой статус Арктики в 1909 году, официально объявив своей собственностью все земли и острова, как открытые, так и могущие быть открытыми впоследствии, лежащие к западу от Гренландии, между Канадой и Северным полюсом. В 1926 году эти права юридически закреплены королевским указом, запретившим всем иностранным государствам заниматься какой-либо деятельностью в пределах канадских арктических земель и островов без особого на то разрешения канадского правительства. В 1922 году Канада заявила о принадлежности ей острова Врангеля. СССР опротестовал это заявление и в 1924 году установил на острове Врангеля советский флаг. Сегодня Канада определяет свои владения в Арктике как территорию, включающую водосборный бассейн территории реки Юкон, все земли севернее 60° с. ш., включая Канадский арктический архипелаг и его проливы и заливы, и область прибрежных зон Гудзонова залива и залива Джеймса. Площадь полярных владений Канады 1,43 миллиона км². В 2007 году премьер-министр Канады выступил с инициативой укрепить суверенитет Канады над Арктикой. В развитие этого предложения, в 2009 году парламентом Канады была принята «Северная стратегия Канады», которая помимо политической составляющей в большей степени уделяет внимание экономическому развитию Арктического региона с упором на научные исследования. В 2013 году Канада подала заявку в ООН на право владения 1,2 миллиона км² континентального шельфа (включая Северный полюс).

### Норвегия
Норвегия не даёт официального определения своих арктических территорий. В 1997 году министрами по окружающей среде арктических государств определено, что арктическую территорию Норвегии образуют районы Норвежского моря севернее 65° с. ш. Площадь полярных владений Норвегии 0,746 миллиона км². В 1922 году в Париже 42 странами был подписан договор, устанавливающий норвежский суверенитет над архипелагом Шпицберген. Но поскольку на Шпицбергене вели добычу угля компании нескольких стран, архипелаг получил статус демилитаризованной зоны. В 1925 году Норвегия официально объявила о присоединении Шпицбергена к своей территории и установила 200-мильную экономическую зону вокруг архипелага, которую Советский Союз, а затем и Россия не признавали. 15 февраля 1957 года СССР и Норвегия подписали соглашение о морской границе между двумя странами в Баренцевом море. В 2010 году между Норвегией и Российской Федерацией подписан «Договор о разграничении морских пространств и сотрудничестве в Баренцевом море и Северном Ледовитом океане», в результате которого была определена принадлежность огромных морских пространств общей площадью около 175 тысяч км².

### Россия
Статус российской арктической зоны был впервые определён в ноте Министерства иностранных дел Российской империи от 20 сентября 1916 года. Она определяет российскими владениями все земли, находящиеся на продолжении на север Сибирского континентального плоскогорья. Меморандум Народного комиссариата иностранных дел СССР от 4 ноября 1924 года подтвердил положения ноты 1916 года. Постановлением Президиума ЦИК СССР «Об объявлении территорией Союза ССР земель и островов, расположенных в Северном Ледовитом океане» от 15 апреля 1926 года был определён правовой статус арктических владений Советского Союза. Постановление ЦИК объявляло, что «территорией Союза ССР являются все как открытые, так и могущие быть открытыми в дальнейшем земли и острова, не составляющие к моменту опубликования настоящего постановления признанной правительством Союза ССР территории каких-либо иностранных государств, расположенные в Северном Ледовитом океане к северу от побережья Союза ССР до Северного полюса в пределах между меридианом 32 градуса 4 минуты 35 секунд восточной долготы от Гринвича, проходящим по восточной стороне Вайда-губы через триангуляционный знак на мысу Кекурском, и меридианом 168 градусов 49 минут 30 секунд западной долготы от Гринвича, проходящим по середине пролива, разделяющего острова Ратманова и Крузенштерна группы островов Диомида в Беринговом проливе». Общая площадь полярных владений СССР составила 5,842 миллиона км². В 2001 году Россия первая предоставила документы в комиссию ООН о расширенных границах континентального шельфа до 1,2 миллиона км² (включая Северный полюс). 3 апреля 2019 года подкомиссия ООН заявила о геологической принадлежности территорий, на которые претендует Россия. 20 февраля 2023 года Комиссия ООН по границам континентального шельфа (CLCS) одобрила заявку России о расширении границ континентального шельфа (включая Северный полюс).

### США
В 1924 году США намеревались присоединить Северный Полюс к своим владениям, ссылаясь на то, что Северный полюс есть продолжение Аляски. Сегодня США определяют свои владения в Северном Ледовитом океане как территории к северу от Полярного круга и территории к северу и западу от границы, формируемой реками Поркьюпайн, Юкон и Кускоквим, а также все смежные моря, включая Северный Ледовитый океан, море Бофорта и Чукотское море. Площадь полярных владений США 0,126 миллиона км². США и Канада ведут споры о границе между странами в море Бофорта. Кроме того, американцы настаивают на том, что Северо-Западный проход по морскому праву относится к международным водам, в отличие от позиции Канады, которая считает его своими территориальными водами. Через Чукотское море проходит линия разграничения морских пространств США и России, установленная соглашением 1990 года, продолжающаяся далее на юг через Берингово море. Это соглашение до настоящего времени не ратифицировано Россией, но исполняется обеими сторонами со времени подписания.

## Хозяйственное использование

### Транспорт и портовые города
В течение большей части года Северный Ледовитый океан используется для морских перевозок, которые осуществляются Россией по Северному морскому пути, США и Канадой по Северо-Западному проходу. Основные судоходные проливы Северного Ледовитого океана: Берингов, Лонга, Дмитрия Лаптева, Вилькицкого, Карские Ворота, Маточкин Шар, Югорский Шар, Датский, Гудзонов. Протяжённость морского пути от Санкт-Петербурга до Владивостока составляет более 12,3 тысячи км. Самый тяжёлый участок по Северному морскому пути вдоль Евразийского побережья России проходит от Мурманска до Берингова пролива. До 60 % грузооборота российского побережья Арктики приходится на Мурманский и Архангельский порты. Важнейшие грузы, следующие по Северному морскому пути: лесоматериалы, уголь, продовольствие, горючее, металлоконструкции, машины, а также товары первой необходимости для жителей Севера. По грузообороту в российском секторе Арктики выделяются Кандалакша, Беломорск, Онега, Дудинка, Игарка, Тикси, Диксон, Хатанга, Певек, Амдерма, Зелёный Мыс, Мыс Шмидта.
В американском секторе Северного Ледовитого океана регулярная навигация отсутствует, резко преобладают односторонние перевозки товаров первой необходимости для редкого населения. На побережье Аляски находится самый крупный порт Прудо-Бей, обслуживающий одноимённый нефтедобывающий район. Крупнейший порт Гудзонова залива — Черчилл, через который производится вывоз пшеницы из канадских провинций Манитоба и Саскачеван через Гудзонов пролив в Европу. Сбалансированный характер имеют перевозки между Гренландией (порт Кекертарсуак) и Данией (рыба, продукция горной промышленности следуют в Данию, промтовары и продовольствие — в Гренландию).
Вдоль Норвежского побережья развита густая сеть портов и портовых пунктов, развита круглогодичная навигация. Важнейшие из норвежских портов: Тронхейм (лес и лесопродукты), Му-и-Рана (руда, уголь, нефтепродукты), Будё (рыба), Олесунн (рыба), Нарвик (железная руда), Киркенес (железная руда), Тромсё (рыба), Хаммерфест (рыба). Прибрежные воды Исландии характеризуются развитием каботажного плавания. Наиболее значительные порты — Рейкьявик, Грундартанги (алюминий), Акюрейри (рыба). На Шпицбергене портовые пункты Лонгйир, Свеа, Баренцбург и Пирамида специализируются на вывозе каменного угля.
С открытием северных путей возникает альтернативный маршрут доставки грузов из Азии в Европу и Северную Америку, минуя Суэцкий или Панамский каналы, что сокращает протяжённость маршрута на 30—50 % и привлекает к региону внимание азиатских стран, в частности, Китая, Японии и Южной Кореи. Северный морской путь почти на 5 тысяч км короче маршрута через Суэцкий канал, а Северо-Западный проход на 9 тысяч км короче маршрута через Панамский канал.
|               |                                              |                                                                                                 |                          |
| Порт Мурманск | Вид с другой стороны фьорда на порт Акюрейри | Нефтяная и газовая скважина на искусственном острове Нортстар в море Бофорта к северу от Аляски | Вид на Баренцбург с моря |

### Рыболовство
Долгое время рыболовство являлось основной отраслью хозяйственного использования океана. Основной промысел в европейской части бассейна приходится на Норвежское, Гренландское и Баренцево моря, а также пролив Девиса и залив Баффина, в которых добывается около 2,3 миллиона тонн рыбы ежегодно. Большая часть улова в Российской Федерации приходится на Баренцево море. Весь крупнотоннажный флот базируется в Архангельске и Мурманске. Многочисленный флот Норвегии базируется в десятках портов и портовых пунктов: Тронхейм, Тромсё, Будё, Хаммерфест и другие. Весь улов Исландии приходится на арктические воды (Гренландское и Норвежское моря). Лов производится в основном малотоннажными судами, базирующимися в 15 портах и портовых пунктах. Важнейшими из портов являются Сигъефердур, Вестманнаэёар, Акюрейри. Для Гренландии характерно исключительно прибрежное рыболовство, специфическим для неё является зверобойный промысел (главным образом гренландского тюленя). Рыболовство в Гренландии сосредоточено у западного побережья острова. Канада и США практически не ведут промышленного лова рыбы в арктических водах. Около побережья Аляски на площади более 500 тысяч км² запрещено промышленное рыболовство.

### Нефть и газ
Северный Ледовитый океан с прилегающими территориями суши — это громадный нефтегазоносный супербассейн, содержащий богатейшие запасы нефти и газа. По данным, которые приводит Геологическое общество США в 2008 году, неразведанные запасы Арктического шельфа оцениваются в 90 миллиардов баррелей нефти и 47 триллионов м³ природного газа, что составляет 13 % неразведанных мировых запасов нефти и 30 % неразведанных газовых запасов. Более 50 % неразведанных запасов нефти находится у побережья Аляски (30 млрд баррелей), в Амеразийском бассейне (9,7 млрд баррелей) и в районе Гренландии. 70 % запасов голубого топлива сосредоточены в Восточно-Сибирском районе, на востоке Баренцева моря и у берегов Аляски. По состоянию на 2008 год в Арктике было разведано более 400 месторождений углеводородов, суммарные запасы которых составляют 40 миллиардов баррелей нефти, 31,1 триллиона м³ газа и 8,5 миллиардов баррелей газового конденсата. Наиболее важные имеющиеся и планируемые проекты по добыче нефти и газа в регионе:
- на Аляске в США:
  - нефтегазовое месторождение Прудо-Бей и
  - нефтяное месторождение Купарук-Ривер,
- в Канаде:
  - газовое месторождение на острове Мелвилл,
  - нефтяные месторождения на острове Камерон и
  - углеводородные месторождения в:
    - дельте реки Маккензи и
    - море Бофорта,
- разрабатываемые Норвегией:
  - газовые месторождения:
    - Ормен Ланге и
    - Снёвит на шельфе Норвежского моря,
- Россия:
  - газоконденсатное Штокмановское месторождение на востоке Баренцева моря,
  - Бованенковское нефтегазоконденсатное месторождение на полуострове Ямал,
  - нефтегазоносные Восточноземельские участки в Карском море на Российском шельфе[85][86].

### Минеральные ресурсы

#### Уголь
Российский сектор арктического побережья богат каменным и бурым углём:
- на Таймыре и
- Анабаро-Хатангском побережье,
- Олонецком прибрежном месторождении,
- в районе бухты Тикси;
- на островах:
  - Бегичева,
  - Визе,
  - Ушакова,
  - Уединения,
  - Исаченко.

Общие запасы угля на арктическом побережье Сибири превышают 300 миллиардов т, более 90 % из них составляют каменные угли различных типов. Богатые запасы угля есть на арктическом побережье США и Канады. В Гренландии месторождения каменного угля и графита открыты на побережье моря Баффина.

#### Рудные ископаемые
Берега Северного Ледовитого океана богаты разнообразными рудными ископаемыми:
- прибрежно-морские россыпи ильменита на Таймырском побережье,
- месторождения олова на побережье Чаунской губы,
- золота на Чукотском побережье,
- алюминий,
- железная руда,
- апатит,
- титан,
- слюда,
- флогопит,
- вермикулит на Кольском полуострове,
- железорудное месторождение Сидварангер на востоке Норвегии,
- месторождения золота и бериллия (Лоус-Ривер),
- олова и вольфрама на побережье полуострова Сьюард на Аляске,
- свинцово-цинковое месторождение Ред-Дог на Аляске (до 10 % мировой добычи цинка),
- свинцово-цинковых руд на Канадском архипелаге,
- серебро-свинцовых руд на Баффиновой Земле,
- разработка железной руды на полуострове Мелвилл,
- месторождения полиметаллов на западном побережье Гренландии с высоким содержанием в руде серебра,
- свинца и цинка,
- крупное месторождение урана в Гренландии, открытое в 2010 году[23][82][87].

### Использование в военных целях
В XX веке использование океана в военных целях было ограничено ввиду трудных навигационных условий, было построено несколько военных баз, осуществлялись полёты над океаном. В европейской части во время Второй мировой войны пролегал путь арктических конвоев. Однако, снижение ледового покрова в летние месяцы, а также возможное полное таяние льдов делает актуальным военное использование, позволив осуществлять присутствие военно-морских сил в Арктике, а также быстрое развёртывание военных сил и более гибкие планы с использованием морских транспортных маршрутов. Также видоизменяется стратегия безопасности, охраны границ и интересов в регионе.
Датский флот использует для круглогодичного патрулирования берегов Гренландии два малых корабля и один патрульный корабль, ещё 3 фрегата не имеют возможности работать во льдах. База королевского флота Дании находится на юге Гренландии в Кангилиннгуите. На вооружении королевского флота Норвегии находится 6 подводных лодок типа «Ула», 5 фрегатов типа «Фритьоф Нансен», к 2015 году Норвегия планирует добавить к ним корабль поддержки. На фрегатах установлена сверхзвуковая противокорабельная ракета NSM. Норвежская береговая охрана включает также ряд кораблей, способных работать в тонких льдах, ни один из кораблей Норвегии не может ломать толстый лёд. Патрулирование северных вод Канады осуществляет служба береговой охраны, которая располагает 11 ледоколами без вооружения на борту, два из них оборудованы под исследовательские проекты. На вооружении Королевского флота Канады находятся 15 надводных кораблей и 4 подводные лодки без ледового усиления, которые могут оперировать в океане только летом. Ближайшая морская база находится в Галифаксе, но к 2015 году планируется переоснащение и строительство доков на прибрежной базе в Нанисивике (Нунавут), а также строительство базы в Резольют-Бей.
Основные силы российского флота в Арктике сосредоточены на северо-западе Кольского полуострова. Северный флот России, крупнейший из пяти флотов страны, базируется на нескольких морских базах на побережье Баренцева и Белого морей. На вооружении Северного флота находятся подводные лодки, в том числе с ядерными баллистическими ракетами, единственный в России авианосец «Адмирал флота Советского Союза Кузнецов», а также крупный ледокол «50 лет Победы». Кроме того, на вооружении Северного и Тихоокеанского флотов стоят ледоколы меньшего размера проекта 97, пограничной службы — 97П. Также в Арктических водах работает около 20 гражданских ледоколов. Побережье Аляски входит в зону ответственности Тихоокеанского флота ВМС США. На вооружении флота стоит 39 атомных подводных лодок, из них 10 АПЛ типа «Огайо», 6 атомных авианосцев типа «Нимиц» и другие суда. Корабли в основном не оснащены для плавания во льдах, исключение составляет экспериментальное судно M/V Susitna. Вместе с тем, у них достаточно оборудования для работы в северных широтах. Большинство подводных лодок способны работать подо льдом Арктики и совершают регулярные рейды в океане, включая всплытия около Северного полюса. Современный сторожевой корабль береговой охраны США типа «Легенд» специально сконструирован, чтобы выполнять операции в Арктике. В ведении береговой охраны также есть три ледокола без вооружения, которые используются в основном в исследовательских целях.
С 2008 года Канада проводит ежегодные арктические учения «Операция Нанук». Россия активизировала своё присутствие в регионе, проведя ряд запусков баллистических ракет с подводных лодок, а также осуществив полёты стратегических бомбардировщиков Ту-95 в районе моря Бофорта. В 2009 году Военно-морские силы США приняли Арктическую стратегию, с 2007 года проводятся совместные с Великобританией учения.
Стокгольмский институт исследования проблем мира отмечает, что идёт модернизация и передислокация судов в соответствии с экономическими и политическими реалиями. Говорить об усилении военного противостояния в Северном Ледовитом океане пока преждевременно. Вместе с тем, в связи с ресурсными богатствами региона и увеличением военной и экономической активности, возможны неожиданные инциденты, во избежание которых институт рекомендует всем прибрежным странам вести открытую политику.
Центр стратегических и международных исследований в США также замечает, что в связи с активностью в регионе увеличилось число аварий и катастроф, вроде инцидента с круизным лайнером Clipper Adventurer у берегов Нунавута в августе 2010 года, для предотвращения последствий которых необходима координация усилий всех прибрежных стран.